# Jolt (Marvel Comics)
Jolt, il cui vero nome è Helen "Hallie" Takahama, è un personaggio dei fumetti, creato da Kurt Busiek (testi) e Mark Bagley (disegni), pubblicata dalla Marvel Comics.
È stata un membro dei Thunderbolts e dei Giovani Alleati, anche prima di acquisire i suoi poteri era una grande appassionata di supereroi.

## Biografia del personaggio
Hallie Takahama è nata a Ojai, in California, ma in giovane età si trasferisce con i suoi genitori a New York. Il giorno del suo quindicesimo compleanno le Sentinelle, controllate da Onslaught, distruggono la sua casa uccidendo i suoi genitori e i suoi amici; per settimane Hallie rimane nascosta tra le rovine della città con diversi bambini che ha salvato dalle macerie. Quando Hallie, dopo la sconfitta di Onslaught, esce dal suo nascondiglio per cercare aiuto, lei e tutti i bambini che stava proteggendo vengono rapiti dal gruppo di mercenari del Rat Pack, al servizio di Arnim Zola. In seguito agli esperimenti dello scienziato gli altri bambini muoiono o vengono orribilmente mutati, ma Hallie diventa più veloce, più forte, ed acquisisce la capacità di emettere energia. Grazie ai suoi nuovi poteri riesce a fuggire e cerca di raggiungere i Fantastici Quattro, non sapendo che sono scomparsi dopo la lotta contro Onslaught. Quando Hallie raggiunge il Four Freedom Plaza, incontra i nuovi inquilini del palazzo, i Thunderbolts, un team sotto le cui spoglie si nascondono in realtà i Signori del male. Dopo alcune peripezie Hallie si unisce alla squadra con il nome di Jolt, riuscendo anche a convincere la maggior parte dei titubanti criminali a diventare eroi sul serio. Dopo la redenzione Jolt fugge con la squadra fino a che Occhio di Falco non ne diviene il leader. In un primo momento Hallie si scontra con Occhio di Falco perché la costringe a tornare a scuola, ma in seguito ammette di rispettarlo per averle dato le stesse possibilità di riscatto che lui aveva avuto in passato. In seguito viene uccisa dal Flagello dei criminali ma viene fatta rivivere da Techno sotto forma di essere di pura energia, tuttavia il danno subito nel periodo da lei trascorso come morta la lascia paralizzata nella sua forma umana e solo dopo una lunga terapia riesce a guarire completamente. Dopo essere stata bloccata sulla Contro-Terra, con la maggior parte dei Thunderbolts, sceglie di restarvi per aiutare il pianeta tra le file dei Giovani Alleati. Jolt torna brevemente sulla Terra, per aiutare i Thunderbolts e i Vendicatori a fermare Moonstone, che aveva perso la ragione dopo aver assorbito un'altra pietra di luna.

## Poteri e abilità
In origine, Jolt possedeva un'agilità e una velocità sorprendenti; secondo Techno era in grado di trasformare qualsiasi tipo di energia in forza fisica ed in velocità.
Dopo la sua rinascita, Jolt può trasformarsi in un essere di energia con la capacità di volare e sparare raffiche.

## Altri media

### Televisione
Jolt compare in un cameo in Moon Girl e Devil Dinosaur.

### Videogiochi
Jolt compare in LEGO Marvel's Avengers.